# California Love
«California Love» (укр. Каліфорнійська любов) — пісня 2Pac з участю Dr. Dre та Роджера Тротмана, що вийшла 3 грудня 1995 року на лейблах Death Row Records і Interscope Records. Особливу популярність здобув ремікс, який вийшов у 1996 році у альбомі All Eyez on Me. Була номінована на премію Ґреммі у 1997 році у номінації «Найкраще реп-виконання дуетом чи групою» та «Найкраща реп-пісня».
Ця пісня потрапила до списку 500 найкращих пісень усіх часів за версією журналу Rolling Stone. В чарті Billboard Hot 100 ця пісня підіймалась до першої сходинки.

## Відеокліп
Кліп на пісню знятий у двох варіантах, - на оригінальну версію та ремікс. Перша версія кліпу знята на тему фільму "Шалений Макс 3", події в якому розгортаються у 2095 році. В якому головного злодія грає Джордж Клінтон, разом з відомим комедійним актором Крісом Такером. Друга версія кліпу - ремікс, який є продовженням першої версії, але вже у наш час.

## Трек-лист
Максі-CD:
1. Califonia Love (Long Radio Edit)
2. California Love (Instrumental)
3. California Love (Remix)
4. California Love (Remix Instrumental)
5. How Do U Want It (Radio Edit)
6. How Do U Want It (Instrumental)

## Чарти
| Країна                              | Позиція |
| ----------------------------------- | ------- |
| Австралія                           | 1       |
| Австрія                             | 1       |
| Бельгія                             | 1       |
| Канада                              | 1       |
| Німеччина                           | 1       |
| Фінляндія                           | 1       |
| Франція                             | 1       |
| Нідерланди                          | 1       |
| Нова Зеландія                       | 1       |
| Норвегія                            | 1       |
| Швеція                              | 1       |
| Швейцарія                           | 1       |
| UK Singles Chart                    | 1       |
| US Billboard Hot 100                | 1       |
| US Hot 100 Airplay                  | 1       |
| US Hot R&B\Hip-Hop Singles & Tracks | 1       |
| US Hot Rap Singles                  | 1       |
| US Rhythmic Top 100                 | 1       |
| US Hot Dance Songs                  | 1       |

## Сертифікації
| Регіон | Сертифікація  | Продажі    |
| --- | ------------- | ---------- |
| Австралія (ARIA) | Золотий       | 35 000^    |
| Канада (Music Canada) | Золотий       | 20 000*    |
| Нова Зеландія (RIANZ) | Платиновий    | 10 000*    |
| Норвегія (IFPI Norway) | Золотий       |            |
| Велика Британія (BPI) | Платиновий    | 600 000    |
| США (RIAA) фізичні носії | 2× Платиновий | 2 000 000^ |
| США цифрове завантаження | —             | 2,404,000  |
| *продажі, що базуються лише на сертифікаціях · ^відвантаження, що базуються лише на сертифікаціях · продажі+прослуховування, що базуються лише на сертифікаціях |               |            |

## Зовнішні посилання
- Відеокліп «California Love» на YouTube
- Композиція «California Love» [Архівовано 4 грудня 2011 у Wayback Machine.] у базі даних порталу Discogs.com